# Robijnkeeltangare
De robijnkeeltangare (Nemosia rourei) is een zangvogel uit de familie Thraupidae (Tangaren). De vogel werd in 1879 door de Duitse vogelkundige Jean Cabanis geldig beschreven en (op verzoek van de persoon die de vogel van Rio de Janeiro naar Berlijn stuurde) vernoemd naar Jean de Roure. Het is een ernstig bedreigde, endemische vogelsoort in zuidoostelijk Brazilië.

## Kenmerken
De vogel is 14 cm lang met een opvallend contrastrijk verenkleed. De kruin is zilverwit en dit wit gaat over in een verder grijze nek en rug. De vleugels en de staart zijn zwart. Over de kop, door het oog loopt een brede zwarte band als een soort masker. De vogel heeft een opvallende, heldere rode bef en is verder wit van onder.

## Verspreiding en leefgebied
Deze soort is endemisch in zuidoostelijk Brazilië. De soort werd in de 19de eeuw verzameld en beschreven aan de hand van vogels die verzameld waren in Muriaé in de deelstaat Minas Gerais. Vervolgens waren er in 1941 bevestigde waarnemingen uit de deelstaat Espírito Santo en daarna alleen nog maar onbevestigde waarnemingen tot er vanaf 1998, dankzij gericht onderzoek weer waarnemingen werden gedaan op diverse locaties in montaan regenbos tussen de 850 en 1250 m boven de zeespiegel in de deelstaat Espírito Santo in de buurt van de gemeente Santa Maria de Jetibá. Hier bevinden zich nog resten van het Atlantisch Woud.

## Status
De robijnkeeltangare heeft een zeer klein verspreidingsgebied en daardoor is de kans op uitsterven aanwezig. Het gebied is sinds 1941 sterk ontbost. De grootte van de populatie werd in 2012 door BirdLife International geschat op minder dan 50 individuen en de populatie-aantallen nemen af. Om deze redenen staat deze soort als ernstig bedreigd (kritiek) op de Rode Lijst van de IUCN.